# Nymphidium ascolia
Nymphidium ascolia is een vlindersoort uit de familie van de prachtvlinders (Riodinidae), onderfamilie Riodininae.
Nymphidium ascolia werd in 1853 beschreven door Hewitson.